# L’Aleixar
L’Aleixar település Spanyolországban, Tarragona tartományban. L’Aleixar Almoster, Alforja, Tarragona, Vilaplana, L'Albiol, La Selva del Camp, Castellvell del Camp, Reus, Maspujols és Riudoms községekkel határos. Lakosainak száma 962 fő (2024).

## Népesség
A település népessége az elmúlt években az alábbi módon változott:
| Lakosok száma | 320  | 979  | 870  | 706  | 637  | 755  | 898  | 891  | 873  | 962  |
|               | 1717 | 1887 | 1936 | 1960 | 1986 | 2004 | 2009 | 2014 | 2019 | 2024 |